# ألفية 10 ق.م
امتدت الألفية العاشرة قبل الميلاد على مدى السنوات 10,000 قبل الميلاد إلى 9001 قبل الميلاد. تمثل بداية الانتقال من العصر الحجري القديم إلى العصر الحجري الحديث عبر العصر الحجري الوسيط المؤقت (أوروبا الشمالية وأوروبا الغربية) والعصر الحجري القديم الانتقالي (الشام والشرق الأدنى)، والتي تشكل معًا الجزء الأول من عصر الهولوسين الذي يُعتقد عمومًا أنه قد بدأ حوالي 9700 قبل الميلاد، وهي الحقبة الجيولوجية الحالية. من المستحيل تحديد تاريخ دقيق للأحداث التي وقعت في وقت هذه الألفية وجميع التواريخ المذكورة هنا هي تقديرات تستند في معظمها إلى تحليل جيولوجي وأنثروبولوجي.

## الحقبة الهولوسينية
كانت السمة الرئيسية لعصر الهولوسين هي انتشار الإنسان العاقل (الجنس البشري). بدأت هذه الحقبة في أعقاب تجلد ورم، المعروف عمومًا بالعصر الجليدي الأخير، الذي بدأ منذ 109 ألف سنة وانتهى منذ 14 ألف سنة عندما كان الإنسان العاقل في العصر الحجري القديم (الحجر القديم). بدأ درياس الأصغر، بعد فترة ما بين أواخر العصر الجليدي منذ 14 ألف سنة إلى 12.9 ألف سنة، والتي ارتفعت خلالها درجات الحرارة العالمية بشكل ملحوظ. كان هذا انعكاسًا مؤقتًا للاحترار المناخي والظروف الجليدية في نصف الكرة الشمالي، وقد تزامن مع نهاية العصر الحجري القديم العلوي. توقف درياس الأصغر حوالي عام 9700 قبل الميلاد، مسجلًا بذلك فترة الانتقال من العصر البليستوسيني إلى الهولوسيني.
يُوجد، تبعًا للمقياس الزمني الجيولوجي، ثلاث مراحل طبقية (مبدئيًا أربعة) لعصر الهولوسين تبدأ من عام 9700 قبل الميلاد مع «الغرينلاندي» (إلى عام 6236 قبل الميلاد تقريبًا). نقطة الانطلاق لغرينلاند هي عينة قسم ونقطة النمط الطبقية للحدود العالمية من مشروع اللب الجليدي لشمال غرينلاند، الذي رُبط بدرياس الأصغر. قد خلف الغرينلاند «النورثغريبي» (حتى 2250 قبل الميلاد) و«ميغالايا». صادقت اللجنة الدولية المعنية بعلم الطبقات على جميع المراحل الثلاث رسميًا في يوليو 2018. اقتُرح إنهاء مرحلة ميغالايا عام 1950 تقريبًا وأن يليها مرحلة جديدة تسمى مؤقتًا «الأنثروبوسين».
بدأ العصر الحجري القديم، في الألفية الأولى للهولوسين، يحل محله العصر الحجري الحديث (الحجري الجديد) الذي استمر 6000 سنة، اعتمادًا على الموقع. يُطلق على فترة الانتقال التدريجي في بعض الأحيان العصر الحجري المتوسط (شمال وغرب أوروبا) أو العصر الحجري القديم الانتقالي (بلاد الشام والشرق الأدنى). تراجعت الأنهار الجليدية عندما صار المناخ العالمي أكثر دفًأ، وأحدث ذلك ثورة زراعية، رغم أن الكلب كان على الأرجح، في أول الأمر، الحيوان الوحيد المدجَّن. رافق ذلك ثورة اجتماعية في أن البشر اكتسبوا من الزراعة الزخم للاستقرار. الاستيطان هو النذير الرئيسي للحضارة التي لا يمكن أن تتحقق بنمط حياة البدو.
يُعتقد أن عدد سكان العالم، عام 10,000 قبل الميلاد، كان أكثر أو أقل استقرارًا. تشير التقديرات إلى أن عدد السكان في العصر الجليدي الأخير بلغ نحو خمسة ملايين نسمة، حيث ارتفع عددهم إلى أربعين مليون نسمة بحلول عام 5000 قبل الميلاد و100 مليون نسمة بحلول عام 1600 قبل الميلاد، وهو معدل نمو بلغ في المتوسط .027 في المائة منذ العصر الحجري الحديث وحتى العصر البرونزي الأوسط. عاش معظم الناس، عام 10,000 قبل الميلاد تقريبًا، في مجتمعات الصيد والجمع المنتشرة في جميع القارات باستثناء القارة القطبية الجنوبية وزيلانديا. أصبح من الممكن من جديد، مع انتهاء ورم ويسكونسن، استيطان المناطق الشمالية.

## أحداث
- بدأ رسم الكهوف بمشاهد دينية وحربية

## في الثقافة العامة
- حوالي 10.000 ق.م: هو الخلفية الزمنية لفيلم 10.000 ق.م